# Евалдас Ігнатавічюс
Евалдас Ігнатавічюс (лит. Evaldas Ignatavičius, 8 лютого 1967, Укмерге, Литовська РСР, СРСР) — литовський дипломат, посол Литви в Республіці Білорусь (2013—2016); поет.

## Біографія
Народився в 1967 році в м. Укмерге. Закінчив філологічний факультет Вільнюського університету (1992). У 1994 році завершив навчання на курсах дипломатії в Інституті міжнародних відносин Лідса (Велика Британія).

### Політична кар'єра
Працював у відділі Східної і Центральної Європи Міністерства закордонних справ Литви (1991—1995). У 1995—1998 роках обіймав посаду радника посольства Литовської Республіки в Республіці Польща. У 1998—2000 роках був завідувачем відділу Східної Європи і Середньої Азії Міністерства закордонних справ Литви, потім працював генеральним консулом Литви в Калінінграді.
У 2001—2002 роках займав посаду віцеміністра закордонних справ, в 2002—2003 роках — державного секретаря Міністерства закордонних справ Литви.
У 2002—2004 роках працював викладачем Інституту міжнародних відносин і політичних наук Вільнюського університету. У 2004 році — секретар Міністерства закордонних справ. З 1 вересня 2004 року до 14 січня 2009 року — Надзвичайний та повноважний посол Литовської Республіки у Німеччині. З 19 січня 2009 року — секретар Міністерства закордонних справ Литви. З 2009 по 2012 рік — віцеміністр закордонних справ. 20 березня 2013 року був призначений послом Литовської Республіки в Республіці Білорусь. Уряд Литовської Республіки ухвалив рішення з 11 липня 2016 року відкликати Ігнатавічюса з поста посла в Білорусі. Його наступником став директор Консульського департаменту Міністерства закордонних справ Андрюс Пулокас, який приступив до виконання обов'язків 8 серпня 2016 року.

## Публікації
Евалдас Ігнатавічюс вільно володіє англійською, німецькою, польською, російською, білоруською мовами.
Публікував віршовані твори у збірниках поезії „Svetimi“ (1994), „Iš Vilniaus į Vilnių“ (2008), „Svetimi po 20“ (2014), в антології литовських хайку (2009). Також вийшла друком книга віршів „Laikinųjų reikalų patikėtinis: eilėraščiai“ (Vilnius: Lietuvos rašytojų sąjungos leidykla, 2008). З 2010 року Е. Ігнатавічюс є членом Союзу письменників Литви.

## Відзнаки
Нагороджений хрестом командора ордена «За заслуги перед Литвою».

## Сім'я
Одружений, має двоє дітей — сина і дочку.